# Крамарчик, Катя
Катя Крамарчик (нем. Katja Kramarczyk, в девичестве — Шюльке (нем. Schülke); род. 18 марта 1984, Франкфурт-на-Одере) — бывшая немецкая гандболистка, сыграла 140 матчей за сборную Германии.

## Карьера

### Клубная
Воспитанница школы клуба «Франкфурт», с 1994 по 2002 годы играла в молодёжном составе, с 2002 года в основном составе. С 2004 года защищает цвета клуба «Лейпциг», чемпионка Германии 2004, 2009 и 2010 годов. В июле 2013 года приостановила карьеру в связи с тем, что ждёт ребёнка. Сын родился в декабре, а Катя вернулась в гандбол летом 2014 года.
Завершила карьеру в 2018 году.

### В сборной
Провела 104 матча, дебютировала 16 октября 2005 в матче против Норвегии. Участница чемпионата мира 2009.